# Scorzonera purpurea
La scorzonera purpurea (nome scientifico Scorzonera purpurea L., 1753) è una specie di pianta angiosperma dicotiledone della famiglia delle Asteraceae.

## Etimologia
Il nome del genere (Scorzonera) ha una etimologia incerta; potrebbe derivare da più radici quali "scorzon" in francese antico, "Scorsone" in italiano e "escorzonera" in spagnolo, il cui significato è "scorza nera"; ma anche "vipera", forse dall'uso delle sue radici come antidoto al morso dei serpenti.. L'epiteto specifico (purpureum) fa riferimento al colore della corolla dei fiori di questa specie.
Il binomio scientifico di questa pianta è stato proposto dal botanico Carl von Linné (1707 – 1778) biologo e scrittore svedese, considerato il padre della moderna classificazione scientifica degli organismi viventi, nella pubblicazione "Species Plantarum" (Sp. Pl. 2: 791) del 1753.

## Descrizione

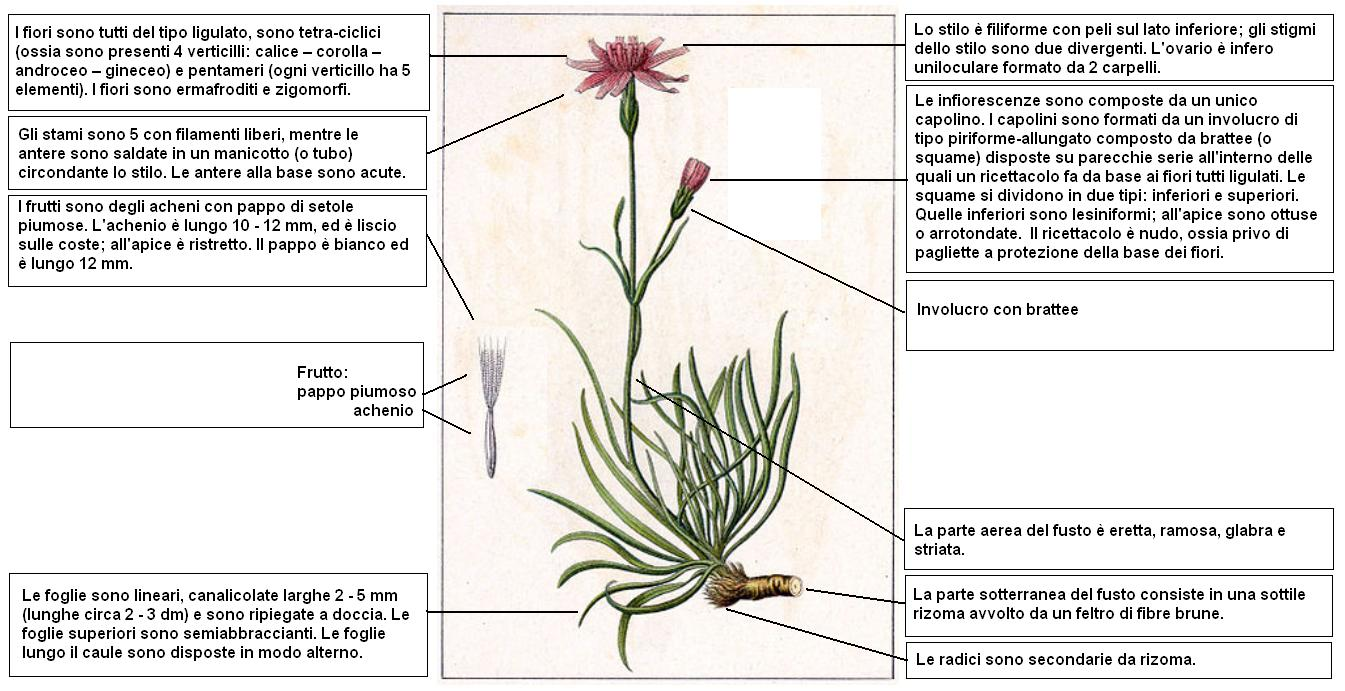
Descrizione delle parti della pianta

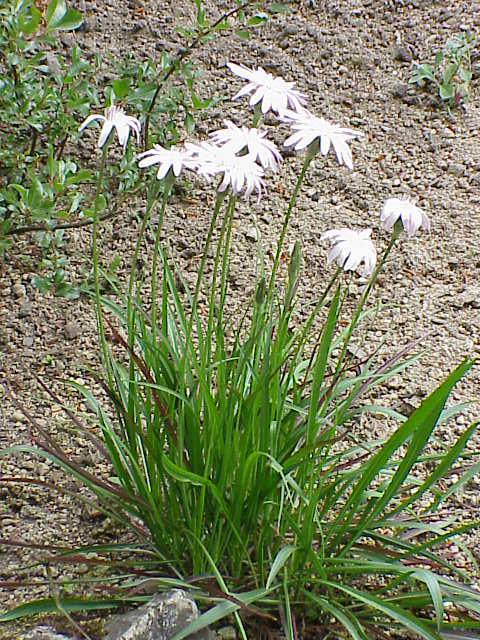
Il portamento

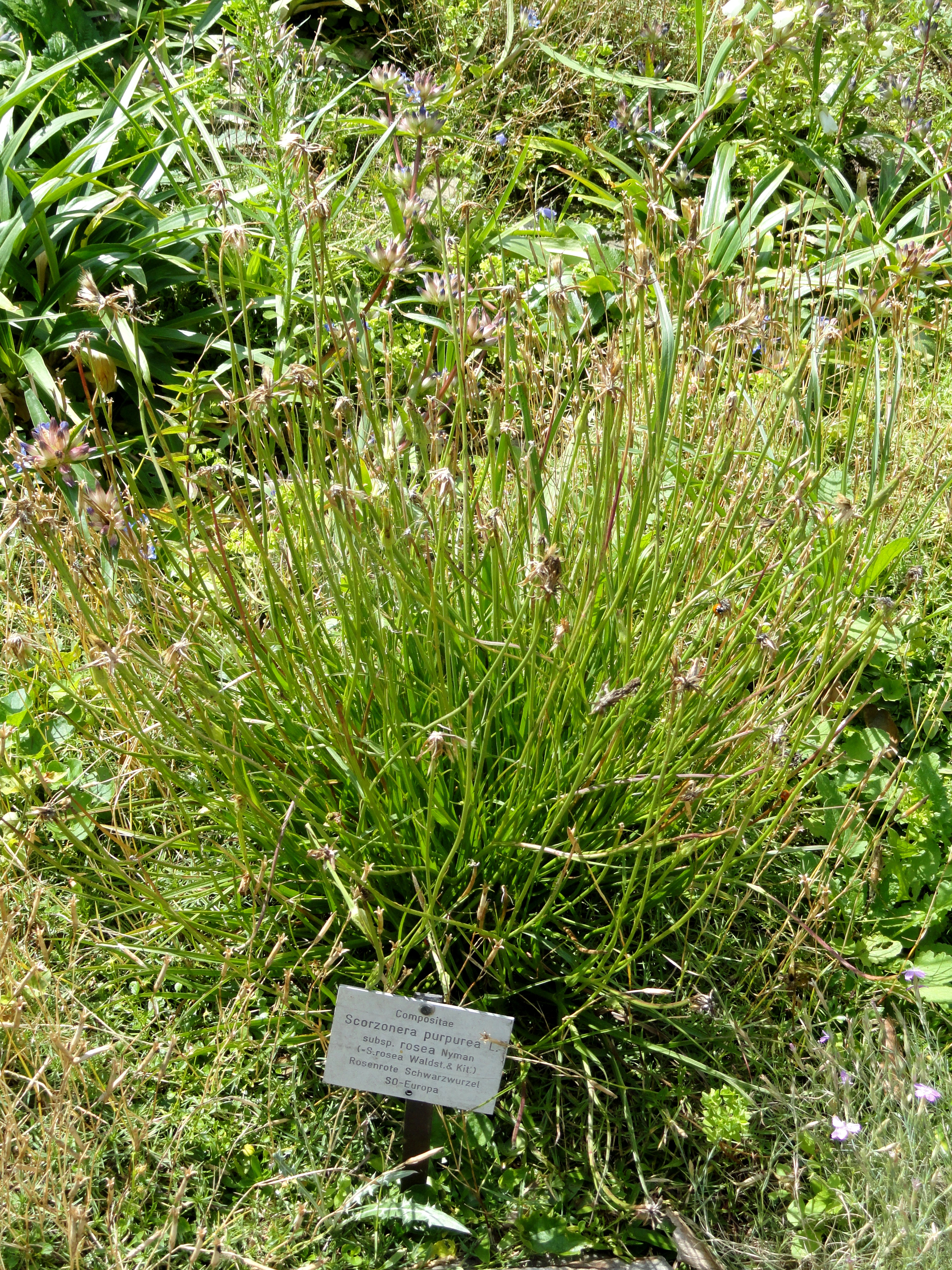
Le foglie

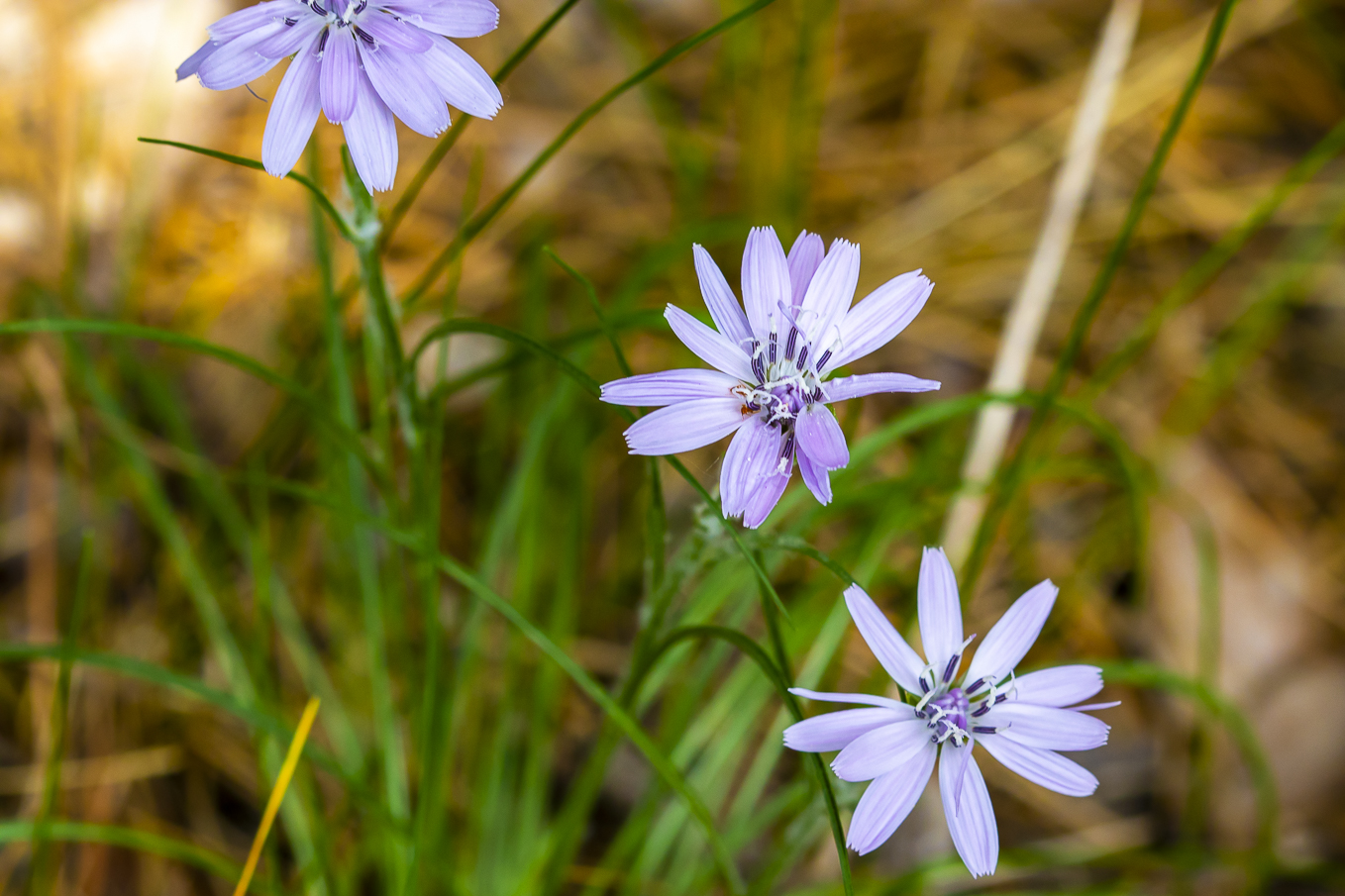
Infiorescenza

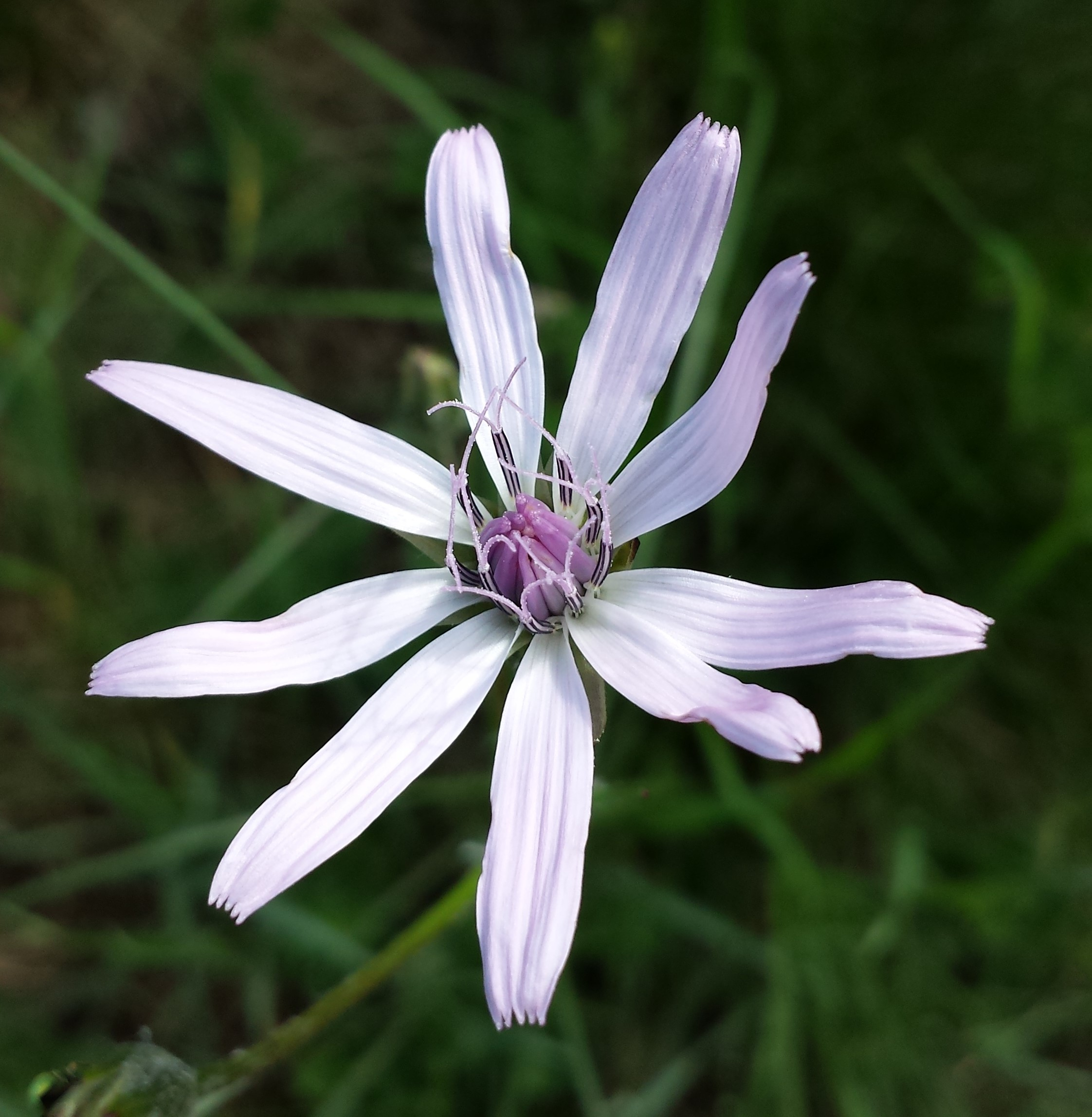
I fiori

Habitus. La forma biologica è emicriptofita scaposa (H scap), ossia sono piante perenni, con gemme svernanti al livello del suolo e protette dalla lettiera o dalla neve, spesso sono dotate di un asse fiorale eretto e privo di foglie.
Fusto.
- Parte ipogea: la parte sotterranea consiste in una sottile rizoma avvolto da un feltro di fibre brune. Le radici sono secondarie da rizoma.
- Parte epigea: la parte aerea del fusto è eretta, ramosa, glabra e striata.  L'altezza di queste piante varia da 20 a 45 cm.

Foglie. Le foglie sono lineari, canalicolate e larghe 2 – 5 mm (lunghe circa 2 - 3 dm) e possono essere ripiegate a doccia. Le foglie superiori sono semiabbraccianti. Le foglie lungo il caule sono disposte in modo alterno.
Infiorescenza. Le infiorescenze sono composte da un unico capolino. I capolini sono formati da un involucro di tipo piriforme-allungato composto da brattee (o squame) disposte su parecchie serie all'interno delle quali un ricettacolo fa da base ai fiori tutti ligulati. Le squame si dividono in due tipi: inferiori e superiori. Quelle inferiori sono lesiniformi; all'apice sono ottuse o arrotondate. Il ricettacolo è nudo, ossia privo di pagliette a protezione della base dei fiori. Diametro del capolino: 3 – 5 cm. Dimensioni delle squame inferiori: larghezza 1,5 mm; lunghezza 6 mm.
Fiori. I fiori sono tutti del tipo ligulato (il tipo tubuloso, i fiori del disco, presente nella maggioranza delle Asteraceae, qui è assente), sono tetra-ciclici (ossia sono presenti 4 verticilli: calice – corolla – androceo – gineceo) e pentameri (ogni verticillo ha 5 elementi). I fiori sono ermafroditi e zigomorfi.
- Formula fiorale:

*/x K {\displaystyle \infty }, [C (5), A (5)], G 2 (infero), achenio
- Calice: i sepali del calice sono ridotti ad una coroncina di squame.
- Corolla: le corolle sono formate da una ligula terminante con 5 denti; il colore è rosa-purpureo. Lunghezza della corolla: 30 – 33 mm.
- Androceo: gli stami sono 5 con filamenti liberi, mentre le antere sono saldate in un manicotto (o tubo) circondante lo stilo.[14] Le antere alla base sono acute. Il polline è tricolporato (con due lacune), è echinato (con punte) e anche "lophato" (la parte più esterna dell'esina è sollevata a forma di creste e depressioni).[15]
- Gineceo: lo stilo è filiforme con peli sul lato inferiore; gli stigmi dello stilo sono due divergenti. L'ovario è infero uniloculare formato da 2 carpelli.
- Fioritura: da (maggio) giugno a luglio.

Frutti. I frutti sono degli acheni con pappo di setole piumose. L'achenio è lungo 10 – 12 mm, ed è liscio sulle coste; all'apice è ristretto. Il pappo è bianco ed è lungo 12 mm.

## Biologia
- Impollinazione: l'impollinazione avviene tramite insetti (impollinazione entomogama tramite farfalle diurne e notturne).
- Riproduzione: la fecondazione avviene fondamentalmente tramite l'impollinazione dei fiori (vedi sopra).
- Dispersione: i semi (gli acheni) cadendo a terra sono successivamente dispersi soprattutto da insetti tipo formiche (disseminazione mirmecoria). In questo tipo di piante avviene anche un altro tipo di dispersione: zoocoria. Infatti gli uncini delle brattee dell'involucro si agganciano ai peli degli animali di passaggio disperdendo così anche su lunghe distanze i semi della pianta.

## Distribuzione e habitat

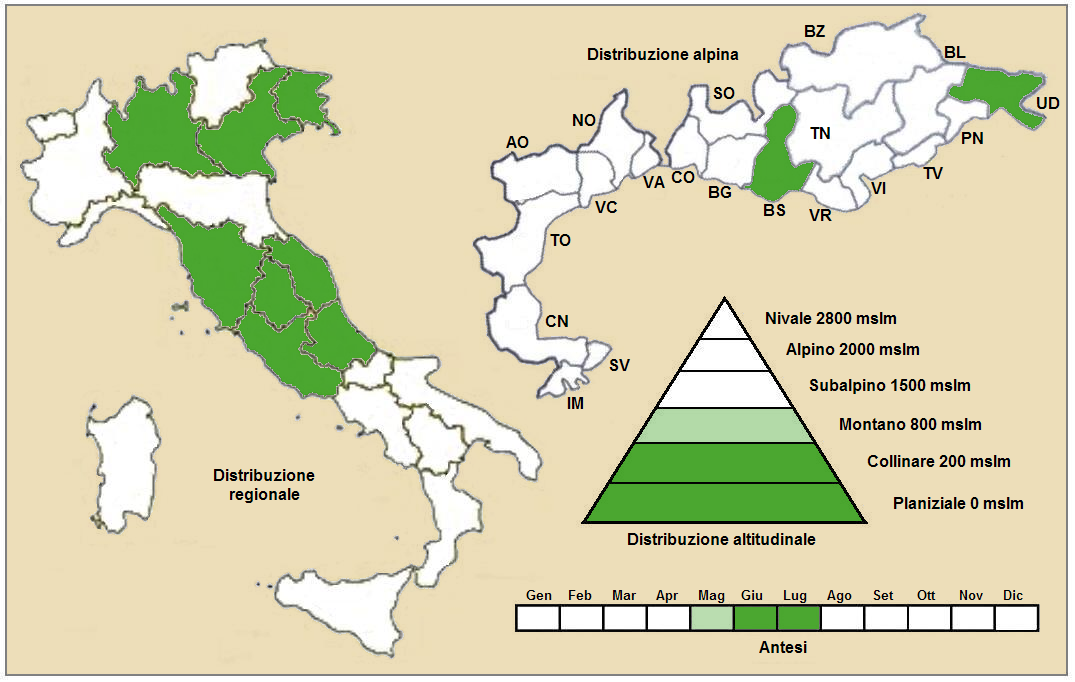
Distribuzione della pianta
(Distribuzione regionale – Distribuzione alpina)

- Geoelemento: il tipo corologico (area di origine) è Sud Est Europeo - Sud Siberiano (Steppico).
- Distribuzione: in Italia si trova raramente soprattutto al Nord-Est e in parte negli Appennini centrali. Oltre confine, nelle Alpi, si trova in Austria (Länder dell'Austria Inferiore). Sugli altri rilievi europei si trova nel Massiccio Centrale e nei Carpazi.[17] Questa specie si trova oltre che nell'Europa (parte centrale e orientale - esclusa la parte più a nord) anche nella parte occidentale della Siberia meridionale.
- Habitat: l'habitat tipico per questa specie sono i prati aridi e stepposi; ma anche le pinete e i gineprai. Il substrato preferito è calcareo con pH basico, bassi valori nutrizionali del terreno che deve essere secco.[17]
- Distribuzione altitudinale: sui rilievi queste piante si possono trovare fino a 1500 m s.l.m.; frequentano quindi i seguenti piani vegetazionali: collinare e in parte quello montano (oltre a quello planiziale – a livello del mare).

### Fitosociologia

#### Areale alpino
Dal punto di vista fitosociologico alpino Scorzonera purpurea appartiene alla seguente comunità vegetale:
Formazione: delle comunità a emicriptofite e camefite delle praterie rase magre secche
Classe: Festuco-Brometea
Ordine: Festucetalia valesiacae
Alleanza: Cirsio-Brachypodion

#### Areale italiano
Per l'areale completo italiano Scorzonera purpurea appartiene alla seguente comunità vegetale:
Macrotipologia: vegetazione delle praterie. 
Classe: Festuco valesiacae-brometea erecti Br.-Bl. & Tüxen ex Br.-Bl., 1949
Ordine: Festucetalia valesiacae Br.-Bl. & Tüxen ex Br.-Bl., 1949
Alleanza: Cirsio-brachypodion pinnati Hadac & Klika, 1944
Descrizione: questa alleanza comprende praterie steppiche semi-aride (meso-xerofile) dominate da Brachypodium pinnatum e Bromus erectus, che si sviluppano su suoli profondi e calcarei in aree calde ed aride. La distribuzione dell'alleanza è relativa alle regioni sub-continentale dell'Europa centro-orientale, mentre In Italia è diffusa soprattutto sulle Alpi. Tradizionalmente queste praterie venivano pascolate in modo estensivo o sfalciate.

## Tassonomia
La famiglia di appartenenza di questa voce (Asteraceae o Compositae, nomen conservandum) probabilmente originaria del Sud America, è la più numerosa del mondo vegetale, comprende oltre 23.000 specie distribuite su 1.535 generi, oppure 22.750 specie e 1.530 generi secondo altre fonti (una delle checklist più aggiornata elenca fino a 1.679 generi). La famiglia attualmente (2021) è divisa in 16 sottofamiglie.

### Filogenesi
Il genere di questa voce appartiene alla sottotribù Scorzonerinae della tribù Cichorieae (unica tribù della sottofamiglia Cichorioideae). In base ai dati filogenetici la sottofamiglia Cichorioideae è il terz'ultimo gruppo che si è separato dal nucleo delle Asteraceae (gli ultimi due sono Corymbioideae e Asteroideae). La sottotribù Scorzonerinae è il secondo clade che si è separato dalla tribù.
Con gli ultimi studi filogenetici da questo genere sono stati scorporati diverse sezioni (Takhtajaniantha, Lipschitzia,  Ramaliella, Epilasia e altre ancora trasformate in generi autonomi). Da questa operazione Scorzonera è risultato un genere monofiletico con quattro cladi maggiori e poche specie isolate. La specie S. purpurea appartiene al "Scorzonera purpurea clade", individuato dai seguenti caratteri: i cauli hanno dei residui di guaine fogliari; le foglie sono intere e le brattee dell'involucro non hanno un corno; i fiori sono colorati di viola o rosa; gli acheni hanno il carpoforo; l'epidermide degli acheni è papillosa.
Il numero cromosomico di S. purpurea è: 2n = 14..
Sandro Pignatti nella "Flora d'Italia" la S. purpurea è messa a capo dell'Aggregato di S. purpurea e accomuna la specie di questa voce con la specie Scorzonera rosea. Quest'ultima specie può essere confusa con S. purpurea in quanto la corolla ha più o meno lo stesso colore; si distingue comunque in quanto la rosea ha le foglie piane e più larghe e le squame inferiori dell'involucro sono acute. (nella pubblicazione appena citata la S. purpurea è indicata come Podospermum purpureum (L.) W.D.J.Koch & Ziz.

### Sinonimi
Questa entità ha avuto nel tempo diverse nomenclature. L'elenco seguente indica alcuni tra i sinonimi più frequenti:
- Hieracium subcoeruleum E.H.L.Krause
- Podospermum purpureum (L.) W.D.J.Koch & Ziz

## Altre notizie
La scorzonera purpurea in altre lingue è chiamata nei seguenti modi:
- (DE)  Purpur-Schwarzwurzel
- (FR)  Scorzonère purpre